# Trichocyclus nigropunctatus
Trichocyclus nigropunctatus is een spinnensoort uit de familie trilspinnen (Pholcidae). De soort komt voor in West-Australië en is typesoort van het geslacht Trichocyclus.